# Samuel Swett Green
Samuel Swett Green (20 de febrero de 1837 – 9 de diciembre de 1918) fue un bibliotecario estadounidense reconocido por renovar  los servicios de bibliotecas públicas en Estados Unidos. Es considerado como el "padre de los servicios de referencia", ya que renovó el trabajo en este campo. Fue fundador  de la American Library Association (ALA).

## Biografía
Green nació en Worcester, Massachusetts. Fue educado en Harvard y se graduó en 1858. Posteriormente asistió ala Escuela de Divinidad de Harvard pero no se graduó hasta 1864 debido a problemas de salud. Comenzó su carrera de bibliotecario en 1867, cuando fue nombrado director de la Biblioteca Pública de Worcester, la cual era financiada por su tío John Green, quien reunió una gran colección antes de su muerte. 
Como director, Green se enfocó principalmente en los aspectos técnicos de la bibliotecología, como las técnicas apropiadas para la catalogación. En 1871 asumió el cargo de bibliotecario,el cual ocupó durante treinta y ocho años y en el cual comenzó a introducir cambios que, eventualmente, serían replicados en otras bibliotecas del país. Por ejemplo, la Biblioteca Pública de Worcester fue la primera biblioteca pública en abrir los domingos.
Green fue elegido miembro de la Sociedad Americana de Anticuarios en 1880 e impartió clases en la Universidad de Columbia.

## Filosofía de biblioteconomía
En 1876, Green escribió su reconocido artículo "Relaciones Personales entre Bibliotecarios y Lectores", el cual apareció en la Revista de Biblioteca Americana de aquel año. También presentó este trabajo en una conferencia en 1876.
Este texto asentó las bases de los servicios de referencia de las bibliotecas modernas, a través de la premisa de que los bibliotecarios debían interactuar con los usuarios.